# Непалска бекасина
Непалска бекасина (Gallinago nemoricola) е вид птица от семейство Бекасови (Scolopacidae). Видът е световно застрашен, със статут Уязвим.

## Разпространение
Видът е разпространен в Бутан, Виетнам, Индия, Китай, Лаос и Непал.